# Parte de volar
Parte de volar es el séptimo álbum de estudio como solista del músico argentino Pedro Aznar, lanzado en 2002 por el sello independiente Tabriz Music, con distribución de DBN. 
El álbum incluye un puñado de canciones propias y algunas versiones de temas de Atahualpa Yupanqui, María Elena Walsh y Víctor Jara. El material fue presentado en vivo en agosto de 2002, en dos conciertos en el Teatro ND/Ateneo de la ciudad de Buenos Aires.

## Grabación
En Parte de volar, Pedro Aznar folclorizó su sonido para hacer temas propios y versionar otros. El álbum incluye joyas como «El árbol que tú olvidaste» (de Atahualpa Yupanqui), «Soledad, Jujuy 1941» (sobre una letra de Yupanqui pero con música original y propia), «El seclanteño» (de Ariel Petrocelli), «Como la cigarra» (de María Elena Walsh), «Zamba de Juan Panadero» (de Leguizamón-Castilla) y «Deja la vida volar» (de Víctor Jara).
Si bien en gran parte del disco el propio Aznar ejecutó todos los instrumentos, cuenta con algunas colaboraciones destacadas, como Suna Rocha, Lito Vitale y La Chilinga, entre otros.
El acercamiento de Aznar con los ritmos latinoamericanos no es nuevo. Desde que tocó en el grupo Alas (al que se integró en 1977) empezó a trabajar en la fusión. Y lo mismo hizo a partir de su segundo disco, Contemplación (1984), donde hay candombe y chacarera.
El álbum fue lanzado poco después de la crisis económica que afectó a la Argentina en diciembre de 2001. Al respecto, en una entrevista con la agencia Télam, reflexionó: "La principal crisis que estamos viviendo los argentinos es moral porque hemos descubierto que nada tiene respaldo. Que hemos vivido mirando un gran decorado, una fachada que atrás no tenía nada".
Fue presentado en vivo los días 9 y 10 de agosto de 2002 en el Teatro ND/Ateneo de la ciudad de Buenos Aires. Aznar estuvo secundado por Alejandro Devries (piano y guitarra), Facundo Guevara (percusión) y Diego Clemente (vientos, guitarra y percusión), además de algunos músicos invitados como Charly García, Lito Epumer, Juan Carlos "Mono" Fontana y el grupo La Chilinga. Los conciertos quedaron documentados en el álbum En vivo, publicado a fines de 2002.

## Lista de canciones
Todas las canciones escritas y compuestas por Pedro Aznar, excepto donde se indica.

| N.º   | Título                                                            | Escritor(es)                                   | Duración |  |
| 1.    | «Dicen que dicen»                                                 |                                                | 5:21     |  |
| 2.    | «Parte de volar»                                                  |                                                | 5:16     |  |
| 3.    | «El árbol que tú olvidaste»                                       | Atahualpa Yupanqui                             | 4:40     |  |
| 4.    | «El seclanteño»                                                   | Ariel Petrocelli                               | 4:45     |  |
| 5.    | «Como la cigarra»                                                 | María Elena Walsh                              | 4:30     |  |
| 6.    | «Zapatillas y libros»                                             |                                                | 4:58     |  |
| 7.    | «Zamba de Juan Panadero»                                          | Gustavo "Cuchi" Leguizamón, Manuel J. Castilla | 4:37     |  |
| 8.    | «Deja la vida volar»                                              | Víctor Jara                                    | 4:57     |  |
| 9.    | «Muñequitos de papel»                                             |                                                | 5:21     |  |
| 10.   | «Soledad, Jujuy 1941»                                             | Atahualpa Yupanqui, Pedro Aznar                | 5:40     |  |
| 11.   | «Plegaria para el alma de Layla» (A prayer for the soul of Layla) | Jamshied Sharifi                               | 3:19     |  |
| 53:29 |                                                                   |                                                |          |  |

## Músicos
- Pedro Aznar: Voz, bajo, contrabajo, guitarras, teclados, arreglos.
- La Chilinga: Percusión y coros en «Dicen que dicen».
- Dany Buira: Arreglos de percusión y coros en «Dicen que dicen».
- Ernesto Snajer: Guitarra de 10 cuerdas en «El árbol que tú olvidaste».
- Suna Rocha: Voz en «El seclanteño».
- Julio Gordillo: Bombo legüero en «El seclanteño».
- Santiago Vázquez: Percusión en «Como la cigarra».
- Amadeo Monges: Arpa en «Zapatillas y libros».
- Lito Vitale: Piano en «Zamba de Juan Panadero».
- Jamshied Sharifi: Teclados en «Plegaria para el alma de Layla».
- Miyuki Sakamoto: Efectos voales en «Plegaria para el alma de Layla».[1]

## Ficha técnica
- Producción: Pedro Aznar.
- Grabado en Marina Sound, Buenos Aires, por Peter Baleani y Pedro Aznar, excepto «Muñequitos de papel», grabado en el Teatro Oriente de Santiago de Chile por Santiago Brandoni y «Plegaria para el alma de Layla», grabado en D.K. USA Studios de Nueva York por Scott Noll.
- Mezclado en Marina Sound por Peter Baleani y Pedro Aznar.
- Masterizado en Mr. Master de Buenos Aires por Eduardo Bergallo. «Plegaria para el alma de Layla» fue masterizado en Mediaforce de Nueva York por Rick Rowe.

- Datos: Q56208886

1. 1 2  Booklet del CD.
2. ↑  ecovisiones.cl. «"Parte de volar", Pedro Aznar».
3. ↑  «Pedro Aznar es “Parte del aire” en un cielo abierto». Por Sergio Arboleya. Agencia Télam. 9 de agosto de 2002.
4. ↑  Mauro Apicella (La Nación) (11 de agosto de 2002). «Feliz reencuentro con Pedro Aznar».